# Група на Хайзенберг
Групата на Хайзенберг е група, состояща се от квадратни матрици от вида
{\displaystyle {\begin{pmatrix}1&a&c\\0&1&b\\0&0&1\\\end{pmatrix}},}
където елементите a, b, c принадлежат на комутативен пръстен с единица.
Най-често пръстенът R е:
- пръстенът на реалните числа {\displaystyle R=\mathbb {R} } – така наречената непрекъсната група на Хайзенберг, означава се с {\displaystyle H_{3}(\mathbb {R} )}, или
- пръстенът целите числа {\displaystyle R=\mathbb {Z} } – така наречената  дискретна група на Хайзенберг, означава се с {\displaystyle H_{3}(\mathbb {Z} )}, или
- пръстенът от остатъци {\displaystyle R=\mathbb {Z} _{p}} с просто число p – групата се означава с {\displaystyle H_{3}(\mathbb {Z} _{p})}.

Носи името на Вернер Хайзенберг, който е използвал тази група в квантовата механика.
Групата на Хайзенберг се обощава при произволна размерност.
Группа на Хайзенберг {\displaystyle H_{n+2},\ n\geq 1,}
се състои от квадратни матрици от ред n+2:
{\displaystyle {\begin{pmatrix}1&a&c\\0&E_{n}&b\\0&0&1\\\end{pmatrix}},}
където {\displaystyle \,E_{n}} – е единична матрица от ред n и
{\displaystyle a=(a_{1},\ldots ,a_{n})} – вектор-ред, {\displaystyle b=(b_{1},\ldots ,b_{n})^{*}} —
вектор-стълб,
елементите {\displaystyle \,a_{i},b_{i},c} принадлежат на комутативен пръстен с единица.